# Academia limbii ebraice
Academia limbii ebraice (în ebraică: הָאָקָדֶמְיָה לַלָּשׁוֹן הָעִבְרִית, HaAkademya laLashon ha'Ivrit) 
este, potrivit legilor din Statul Israel, instituția supremă consacrată cultivării și studiului limbii ebraice 
Ea a fost înființată de guvernul israelian în anul 1953, fiind continuatoarea „Comitetului limbii ebraice” existent din 1905.

## Istorie

### Comitetul limbii ebraice 1905- 1953
În anul 1889 Eliezer Ben-Yehuda (1858-1922) și alți promotori ai reînvierii limbii ebraice vorbite din organizația Safá brurá („Limbă limpede”) au înființat la Ierusalim, în timpul dominației otomane, un comitet literar care și-a propus adunarea și publicarea de cuvinte ebraice.  Comitetul s-a dizolvat în 1891, și a fost resuscitat abia în anul 1905,din inițiativa Asociației profesorilor și învățătorilor din Eretz Israel (Palestina istorică), sub numele de „Comitetul limbii ebraice” - „Vaad halashon haivrit”. Acesta era format din Eliezer Ben-Yehuda, profesorul și filologul David Yellin (1864-1941), profesorul Eliyahu Sapir (1869-1911), medicul dr.Aharon Meir Mazya (1858-1930), rabinul și activistul sionist Yehiel Michal Pines (1843-1913) și profesorul Haim Arye Zuta (1868-1939) care îndeplinea funcția de secretar.
Ben Yehuda a publicat în gazetele sale mai multe liste de cuvinte noi adoptate de comitet. În anii 1912-1928 dezbaterile Comitetului și listele de cuvinte au apărut într-o publicație  proprie „Zikhronot Vaad Halashon” (Procesele verbale ale Comitetului limbii). Comitetul a dezbătut asupra pronunțării limbii și a principiilor de stabilire a termenilor ebraici ce urmau să înlocuiască pe cei străini.  
Prima listă de cuvinte publicată a cuprins nume de plante, articole de îmbrăcăminte, alimente, piese de mobilă, și geografie. 
Primul război mondial care a afectat Palestina ca parte a Imperiului Otoman beligerant a dus la întreruperea activității Comitetului, aceasta fiind reluată odată cu cucerirea Palestinei de către armata britanică în anii 1917-1918. Un timp el s-a numit Midrash Halashon (Școala limbii). În timpul regimului Mandatului britanic pentru Palestina, pe care Regatul Unit l-a primit de la Liga Națiunilor în baza unei platforme care prevedea instituirea unui Cămin Național pentru poporul evreu în Palestina, ebraica a căpătat statutul de limbă națională a evreilor în Palestina. Drept consecință ea a fost recunoscută de autoritățile mandatare britanice ca limbă oficială a Palestinei, alături de arabă și engleză.  Totuși Comitetul limbii ebraice nu a beneficiat de un suport financiar din partea forurilor conducătoare ale colectivității evreiești palestiniene Ishuv, ci era finanțat prin donații.
Decesul lui Ben-Yehuda a paralizat activitatea Comitetului până în 1924, când poetul Haim Nahman Bialik s-a așezat în Palestina și a devenit co-președinte al Comitetului, alături de Yellin si Mazya.
Comitetul și-a lărgit cu avânt sfera și ritmul de activitate, recrutând noi membri și colaboratori, între editori, ziariști, filologi și scriitori. Începând din 1928 el a publicat revista trimestrială „Leshonenu” (Limba noastră) și a publicat liste și vocabulare profesionale cuprinzând 30,000 de termeni în 60 de domenii.

### Academia limbii ebraice, 1953
Activitatea Comitetului limbii ebraice a fost tulburată în anii 1948-1949 de conflagrația Războiului arabo-evreiesc din Palestina,inclusiv blocada arabă a cartierelor evreiești ale Ierusalimului. 
În octombrie 1948 un comitet preliminar a fost însărcinat să prepare întemeierea unei Academii a limbii ebraice, după modelul unor academii ale limbilor naționale din alte țări.
În ianuarie 1949 premierul israelian David Ben Gurion a asistat la inaugurarea instituției academice oficiale, care a fost instituționalizată prin lege abia în august 1953. În fruntea Academiei s-a aflat ebraistul Naftali Herz Tur Sinai, profesor la Universitatea Ebraică și președintele până atunci al Comitetului limbii ebraice. Se pare că decalajul până la adoptarea legii s-a datorat disputelor aprige în jurul numelui ales pentru acest for oficial al limbii ebraice. Ben Gurion, ca și Moshe Sharet, se opuneau numelui străin de „academie”, în timp ce alte personalități precum Yosef Ghedalya Klausner nu vedeau o scădere în folosirea în acest caz a unui termen internațional de proveniență elină. În cele din urmă membrii Academiei au pus în vedere guvernului că legea prevede dreptul instituției de a se auto-denumi.   
În 1953 cînd a fost adoptat numele de Academia limbii ebraice, ea cuprindea 15 membri.

### Sediul și structura Academiei
Sediul Academiei se află în campusul din Ghivat Ram al Universității Ebraice din Ierusalim. 
Statutul Academiei cuprinde trei obiective principale:
1. adunarea si cercetarea tezaurului de cuvinte al limbii ebraice din toate epocile și în toate nivelele.
2. studiul structurii, istoriei și fazelor evoluției limbii ebraice
3. dirijarea direcțiilor de dezvoltare a limbii ebraice, potrivit cu spiritul ei, cu necesitățile și cu posibilitățile ei în toate domeniile teoretice și practice, în ceea ce privește tezaurul lexical, gramatica, scrisul, ortografia și transcripția cuvintelor străine.
Din anul 2022 președintele Academiei limbii ebraice este profesorul Aharon Maman. Academia limbii ebraice numără
între 23 membri propriu ziși și 15 consilieri și membri de onoare, majoritatea din străinătate.
Membrii sunt aleși din rândurile ebraiștilor - linguiști sau filologi, de asemenea scriitori, poeți și traducători.
Orice persoană interesată este autorizată să se adreseze Academiei limbii cu întrebări și cereri de lămurire în subiecte de limba și poate primi un răspuns oficial din partea Academiei.
Academia se întrunește de cinci ori pe an. Există trei comitete permanente si centrale: cel pentru gramatică, cel pentru terminologia științifica și tehnică și comitetul pentru cuvinte de uz general. De asemenea există comitete  profesionale pentru diferite domenii. Toate propunerile sunt aduse spre aprobare adunării generale a membrilor.   
Academia posedă și o echipă de cercetători ai ebraicei și ai limbilor înrudite cu ea, care participă la proiectul Dicționarului Istoric al Limbii Ebraice, de asemenea un secretariat științific, care comunică cu marele public. Secretariatul furnizează publicului și radiodifuziunii opiniile  Academiei.

### Președinții Academiei limbii ebraice
- 1953-1973 - Naftali Herz Tur-Sinai
- 1973-1981 - Yehoshua Blau
- 1981-1993  - Zeev Ben Haim
- 1993 -2022 - Moshe Bar-Asher
- 2022 -  Aharon Maman

### Publicațiile Academiei
- Akadem - revista oficială  Akadem[nefuncțională]
- Laméd leshonkhá (Învață-i pe alții limba ta) - buletine cu înnoiri de cuvinte și corecșiuni de limbă, în ultimii ani publicate în „Akadem”   "Lamed leshonkhá"
- Leshonenu - revistă științifică dedicată studiului limbii ebraice și domeniilor asociate
- Haivrit („Ebraica” - în trecut Leshonenu laam = Limba pentru popor) - publicație trimestriala în domeniul limbii
- Deciziile Academiei in domeniul gramaticii, ortografiei și transliterației
- Dicționare profesionale (circa 150, cuprinzând in total circa 100,000 termeni)  
  - de tehnologie și tehnică - electricitate, mașini, tâmplărie etc
  - științe exacte - matematică, fizică, inteligență artificială etc
  - științe umane - muzică, biblioteconomie, gramatică  etc
  - științe sociale  - psihologie, sociologie, științe politice  etc
  - activități ale vieții cotidiene - familie, croitorie și îmbrăcăminte, gospodărie etc
  - alte domenii de activitate în societate - pedagogie, cultura fizică, diplomație, stingerea incendiilor, etc

- Memorii ale academiei

Serii de cărți - Mekorot umehkarim (Izvoare și cercetări)  și Asufot umevoot
- Publicații din Lexiconul istoric al limbii ebraice